# Sari Kees
Sari Kees (17 februari 2001) is een Belgische verdediger die speelt voor Oud-Heverlee Leuven in de Super League.